# 류성룡 필 진시무차 초고
류성룡 필 진시무차 초고(柳成龍 筆 陳時務箚 草稿)는 부산광역시 남구, 부산박물관에 있는 조선시대의 문서이다. 2012년 5월 17일 부산광역시의 유형문화재 제111호로 지정되었다.

## 개요
이 작품은 서애 류성룡이 임진왜란이 일어난 1592년 11월 평안도 정주(定州)에 있으면서, 국가의 시무(時務)에 대하여 올린 차자(箚子)의 초안이다. 1633년(인조 11)에 간행된 《서애집》(西厓集, 서애선생문집) 권5, 차(箚), 《진시무차》(陳時務箚) 임진 11월 재정주(壬辰十一月在定州)의 초고에 해당하는 문서이다.
이 차자는 세로로 116행의 초서(반초서)로 쓰여 있으며, 가로로 9장의 한지를 이은 두루마리 형태로, 첫째 장은 앞부분이 잘렸고, 아홉째 장은 끝 부분의 배면 글씨가 잘렸다. 다섯 째, 여섯 째 장은 길이가 다른 장에 비해 좁고 다른 지질에 전후의 묵적과 다르게 갈필(渴筆)로 되어 있어, 수정 가필함에 따라 다시 써서 이은 것으로 짐작된다.
내용은 국가의 위기에 믿을 수 있는 것은 인심이므로, 공을 세운 사람에게는 즉시 상을 주도록 하는 등 흩어진 민심을 규합할 세부 계획과 강원도 산척(山尺, 사냥이나 약초 캐는 자)을 복병으로 활용하여 왜적 북로(北路)군의 수미(首尾)를 절단시킬 것, 경성 수복의 계책, 풍년을 맞은 호남의 곡식을 영남으로 옮겨 백성을 구제할 것 등을 비롯하여 변방의 보고를 즉시 처리해 시사(時事)에 만전을 기하고 게릴라전을 활용할 것 등이 중심이다
《서애집》에 실린 《진시무차》(陳時務箚)와 이 초고는 경기감사 최원(崔遠)의 실행(失行), 함흥의 적을 소탕하는 일, 송언신(宋言愼)의 교체 관계 등에서 차이를 보이는데, 이는 초고 작성 후에 발생한 변동 사항을 첨가하였기 때문으로 판단된다.
이 자료는 임진왜란 관련 기본 사료로서 주목할 만한 자료이며, 임진왜란 당시 위정자의 시국관과 극난극복의 의지를 살펴볼 수 있다는 점에서 임진왜란사 연구의 귀중한 자료로 평가된다.
또한 《서애집》에 최종적으로 수록된 《진시무차》와는 상당 부분이 동일한 내용이지만 동시에 양자 간에 서로 첨삭된 부분이 있어 초고가 가지는 고문서로서의 가치도 뛰어날 뿐 아니라, 이 초고는 현존하는 유일본이라는 점에서도 그 자료적 가치가 뛰어난 유물이다.

## 같이 보기
- 류성룡
- 서애집
- 진시무차

## 참고 자료
- 류성룡 필 진시무차 초고 - 국가유산청 국가유산포털